# Riesgo cambiario
El riesgo cambiario (también conocido sabido como FX risk, riesgo de tipo de cambio o riesgo de moneda) es un riesgo financiero que existe cuando una transacción financiera está denominada en una moneda diferente de la moneda local de una compañía. El riesgo cambiario surge cuando hay riesgo de un tipo de cambio desfavorable entre la moneda local y la moneda extranjera antes de la fecha de consumación de la transacción.
El riesgo cambiario también existe cuando la filial extranjera de una empresa mantiene estados contables en una moneda diferente de la moneda local de la casa matriz.
Los inversores y los comerciantes que exportan o importan bienes y servicios, o que hace inversiones en el extranjero, tienen riesgo cambiario pero puede tomar precauciones para gestionarlo, es decir, para reducir el riesgo.

## Historia
Bajo el sistema de Bretton Woods, muchas transacciones no estaban alcanzadas por el riesgo cambiario. No fue hasta el pasaje a tipos de cambio flotantes que siguió al derrumbamiento del sistema de Bretton Woods que aquellas empresas se vieron expuestas a un riesgo aumentado de fluctuaciones de tipo de cambio. Entonces empezaron comerciar un volumen creciente de derivados financieros en un esfuerzo para limitar su exposición al riesgo cambiario. Las crisis monetarias de la década de 1990 y de comienzos de la de 2000, como el crisis del peso mexicano (Efecto Tequila), la crisis de moneda asiática, la crisis financiera rusa de 1998 y la crisis del peso argentino, originaron grandes pérdidas a causa del cambio de moneda y llevó a las empresas a prestar más atención a su riesgo cambiario.

## Tipos de riesgo cambiario
Una empresa tiene riesgo económico (también conocido como riesgo de previsión) cuando su valuación de mercado está influida por fluctuaciones inesperadas del tipo de cambio que puedan afectar severamente la participación en el mercado de la empresa respecto a sus competidores, los flujos futuros de los movimientos de caja de la empresa y, finalmente, el valor de la empresa. El riesgo económico puede afectar el valor presente de los futuros movimientos de caja. Un ejemplo de un riesgo económico sería una variación de los tipos de cambio que influya en la demanda de un bien vendido en un país extranjero.
Otro ejemplo de riesgo económico es la posibilidad que las condiciones macroeconómicas influyan en una inversión en un país extranjero. Las condiciones macroeconómicas incluyen tipos de cambio, regulaciones estatales, y estabilidad política. Cuando se financia una inversión o un proyecto, los costes operativos de una compañía, las obligaciones de deuda y la capacidad de pronosticar las circunstancias económicamente insostenibles deben ser exhaustivamente calculadas para producir los ingresos adecuados para cubrir aquellos riesgos económicos. Por ejemplo, cuándo una compañía estadounidense invierte dinero en una fábrica en España, el gobierno español puede instituir cambios que afecten negativamente la capacidad de operar la fábrica por la compañía estadounidense, como modificaciones en las leyes o incluso expropiando la fábrica, o dificultando a la compañía estadounidense tranferir las ganancias fuera de España. En conclusión, todo posible riesgo que pueda sobrepasar los beneficios y resultados de una inversión debe ser cuidadosamente examinado y estratégicamente planeado antes de iniciar la inversión. Otros ejemplos de riesgo económico potencial son las recesiones abruptas, los sobrecostos inesperados y la baja demanda para determinados bienes.
Las inversiones internacionales están asociadas a un riesgo económico significativamente más alto en comparación con las inversiones domésticas. En las empresas internacionales, el riesgo económico afecta severamente no sólo a los inversores sino también a los tenedores de bonos y accionistas, especialmente cuando enfrentan la compra y venta de bonos de gobiernos extranjeros. Aun así, el riesgo económico también puede crear oportunidades y beneficios para inversores globales. Al invertir en bonos extranjeros, los inversores pueden beneficiarse de las fluctuaciones de los mercados en moneda extranjera y de las tasas de interés en diferentes países. Los inversores siempre tendrían que ser conscientes de los posibles cambios que puedan ordenar las autoridades reguladoras extranjeras. Leyes cambiantes y regulaciones con respecto al tamaño, tipo, duración y calidad de los créditos y confidencialidad de los bonos afectarán inmediata y directamente las inversiones en países extranjeros. Por ejemplo, si un banco central en un país extranjero sube las tasas de interés o la legislatura aumenta los impuestos, los beneficios de la inversión serán significativamente impactados. Como resultado, el riesgo económico puede ser reducido utilizando varias herramientas analíticas y predictivas que consideran la diversificación de tiempo, tipos de cambio, y desarrollo económico en diversos países, los cuales ofrecen monedas, instrumentos, e industrias diferentes.
Al hacer una previsión económica abarcadora, varios factores de riesgo tendrían que ser señalados. Una de las estrategias más eficaces es desarrollar un conjunto de riesgos positivos y negativos que se asocian con la medida económica  estándar de una inversión. En un modelo macroeconómico, los riesgos importantes incluyen cambios en el PIB, fluctuaciones del tipo de cambio y fluctuaciones del precio de las materias primas (commodities) y del mercado accionario. Es igualmente crucial identificar la estabilidad del sistema económico. Antes de iniciar una inversión, una empresa tendría que considerar la estabilidad del sector de inversión que influye en los cambios en el tipo de cambio. Por ejemplo, el sector de servicios es menos probable que tenga oscilaciones de inventario y de tipo de cambio, comparado con sector de mayor consumo.

### Riesgo contingente
Una empresa tiene riesgo contingente cuando apuesta en proyectos extranjeros, negociando otros contratos o manejando inversiones extranjeras directas. Tal riesgo potencial surge cuando una empresa afronta un riesgo cambiario en el resultado de algún contrato o negociación. Por ejemplo una empresa podría estar esperando la aceptación de una oferta para un proyecto de un negocio por parte de una firma o un gobierno extranjero que, si fuera aceptado, quedaría pendiente de pago. Durante la espera, la empresa enfrenta un riesgo contingente por la incertidumbre de si esas cuentas por cobrar se acumularan.

### Riesgo de transacción
Las compañías a menudo participan en transacciones que implican más de una moneda. Para conocer las normas legales y contables para procesar estas transacciones, las compañías tienen que traducir las monedas extranjeras implicadas a su moneda local. Una empresa tiene riesgo de transacción siempre que  tiene flujos de caja contractuales (recibibles y pagables) cuyos valores están sujetos a cambios sorpresivos en los tipos de cambio debido a un contrato que esté denominado en una moneda extranjera. Para darse cuenta del valor local de sus flujos de dinero en moneda extranjera, la empresa debe traducir la moneda extranjera a la local.
Cuando las empresas negocian contratos con precios fijos y fechas de entrega afrontando un mercado de cambio volátil, con índices constantemente fluctuando entre el inicio de una transacción y su liquidación o pago, esas empresas afrontan el riesgo de una pérdida significativa. Los negocios tienen el objetivo de hacer que todas las transacciones monetarias sean provechosas y los mercados de monedas deben ser por lo tanto cuidadosamente observados.
Aplicar reglas de contabilidad públicas provoca en las empresas con riesgos transnacionales ser impactadas por un proceso conocido como "re-medida". El valor corriente de flujos de dinero contractual es "remedido" en cada hoja de contabilidad.

### Riesgo de traducción
El riesgo de traducción de una empresa es la medida en la cual su informe financiero está afectado por movimientos del índice de intercambio. Como las  empresas generalmente tienen que preparar declaraciones financieras consolidadas con el objetivo de rendir cuentas, el proceso de consolidación para empresas multinacionales implica las traducción de sus activos y obligaciones extranjeras, o las declaraciones financieras de filiales extranjeras, de moneda extranjera a moneda doméstica. Si el riesgo de traducción puede no afectar los flujos de dinero de una empresa, sí puede tener un impacto significativo en los ingresos reportados por la empresa y por lo tanto en el precio de sus acciones bursátiles.
El riesgo de traducción lidia con el patrimonio neto, los activos, pasivos e ingresos de una compañía, cualquiera de los cuales puede cambiar de valor debido a fluctuaciones en las cotizaciones cuando una parte está denominada en una moneda extranjera. Una compañía que hace negocios en un país extranjero en algún momento deberá cambiar la moneda de su país anfitrión a su moneda doméstica. Cuando los tipos de cambio aprecian o deprecian, pueden ocurrir cambios significativos y difíciles de pronosticar en el valor de la moneda extranjera. Por ejemplo, compañías de EE. UU. tienen que traducir sus estados contables en Euro, Libra, Yen, etc., a dólares de EE. UU.. La declaración de ingresos y el libro de contabiliad  de una filial extranjera son las dos declaraciones financieras  que tienen que ser traducidas. Una empresa subsidiaria haciendo negocio en el país anfitrión normalmente sigue el método de traducción prescrito en ese país, los cuales pueden variar, según las operaciones empresariales de la filial.
Las filiales pueden ser caracterizadas o bien como integrados a la casa matriz o como una entidad extranjera autónoma. Una entidad extranjera integrada opera como una extensión de la casa matriz, con flujos de dinero y operaciones empresariales que están altamente relacionadas con la empresa madre. Una entidad extranjera autónoma opera en su entorno económico local, independiente de la empresa madre. Ambas usan una "moneda funcional", la cual es la moneda del entorno económico primario en que opera la filial y en la que se realizan las operaciones diarias. La dirección de la empresa tiene que evaluar la naturaleza de sus filiales extranjeras para determinar la moneda funcional apropiada para cada una.
Hay tres métodos de traducción: método del índice actual, método temporal y procedimiento de traducción de los EE. UU.. Bajo el método de índice actual, toda elemento de los estados contables elementos se traducen al el tipo de cambio actual. Bajo el método temporal, los activos y pasivos se traducen a los tipos de cambio al momento de la creación del elemento. Los procedimientos de traducción de los EE. UU. diferencian a las filiales extranjeras según la "moneda funcional", no por la caracterización de la filial. Si una empresa traduce por el método temporal, una posición expuesta nula se llama equilibrio fiscal. El método temporal no puede ser obtenido por el método del índice actual porque los activos totales tendrían que ser igualados por una cantidad idéntica de deuda, sino que la sección de deudas del balance tiene que ser traducida en tipos de cambio históricos.

## Midiendo el riesgo
Si mercados en moneda extranjera son eficientes (en el sentido de paridad de poder adquisitivo, paridad de índice del interés y el efecto internacional Fisher) una empresa o inversor no necesitan preocuparse por el riesgo cambiario. Una desviación de uno o más de la tres condiciones de paridad internacion debe ocurrir para que haya una exposición significativa al riesgo cambiario.
El riesgo financiero se mide por lo general en términos de la varianza o desviación estándar de una cantidad como el porcentaje de la tasa de retorno o los tipos de cambio. En moneda extranjera, un factor relevante sería el índice  de variación del tipo de cambio de la moneda extranjera. Una varianza o un diferencial (spread), en los tipos de cambio indica un incremento del riesgo, mientras que la desviación estándar representa un riesgo de intercambio según la desviación de los tipos de cambio, en promedio, del tipo de cambio principal en una distribución de probabilidad. Una desviación estándar más alta señalaría un mayor riesgo cambiario. Debido al tratamiento uniforme de las desviaciones y por la cuadratura automática de los valores de la desviación, los economistas han criticado la exactitud de la desviación estándar como indicador de riesgo. Alternativas como la desviación media absoluta y el variograma han sido propuestas para medir el riesgo financiero.

### Valor en riesgo
Los profesionales han fomentado, y los reguladores han aceptado, una técnica de administración de riesgo financiera llamada valor en riesgo (VaR), la cual examina el final de una curva de distribución de rentabilidad, para el caso de modificaciones en los tipos de cambio, que ayuda a señalar qué pasaría en las peores condiciones. Los bancos en Europa han sido autorizados por el Banco de Pagos Internacionales a emplear modelos de VaR de diseño propio para establecer requerimientos de capitales para determinados niveles de riesgo de mercado. El uso de modelos de VaR ayuda a los directores de riesgo a determinar la cantidad que podría ser perdida en una carteta de valores de inversión sobre un determinado periodo de tiempo con una probabilidad dada de variación de los tipos de cambio.

## Gestionando el riesgo

### Cobertura de las transacciones
Las empresas con exposición a riesgo cambiario pueden utilizar varias estrategias de cobertura para reducir aquel riesgo. La exposición de las transacciones puede ser reducida ya sea con el uso de mercados monetarios, derivados de cambio de divisa —como contratos adelantados, opciones financieras, contratos de futuros, e intercambios o técnicas operacionales como facturación moneda, dirigiendo y retrasando recibos y pagos y compensando la exposición. Cada estrategia de cobertura viene con sus beneficios propios, lo que puede hacer a alguna más adecuada que otra, dependiendo de la naturaleza del negocio y los riesgos que éste pueda encontrar.
Los contratos adelantados y los contratos de futuros sirven para propósitos similares: ambos permiten transacciones que tiene lugar en el futuro —para un precio especificado a un tipo de cambio especificado- compensando fluctuaciones de intercambio adversas. Los contratos adelantados son más flexibles, en cierta medida, porque pueden ser personalizados para transacciones específicas, mientras que los futuros tienen cantidades estándares y están basados en ciertos activos o mercancías seguras, como por ejemplo otras monedas. Como los futuros sólo están disponibles para ciertas monedas y por períodos de tiempo determinados, pueden no mitigar el riesgo enteramente, porque  hay siempre la posibilidad que los tipos de cambio se modifiquen a favor. Aun así, la estandarización de futuros puede ser una razón por la que son atractivos: están bien regulados y se negocian sólo en intercambios.
Dos métodos populares y económicos que las compañías pueden utilizar para minimizar las pérdidas potenciales es la cobertura con opciones y los contratos adelantados. Si una compañía decide adquirir una opción de prórroga, es posible fijar un índice "en el peor de los casos" para la transacción. Si la opción expira y  queda fuera de su capacidad financiera, la compañía puede ejecutar la transacción en el mercado abierto en un índice favorable. Si una compañía decide cancelar un contrato adelantado, determinará un tipo de cambio específico para una fecha dada en el futuro.
La facturación de moneda se refiere a la práctica de facturar transacciones en la moneda que beneficia a la empresa. Es importante de notar que esto no necesariamente elimina el riesgo cambiario, sino que más bien mueve su carga de una parte a otra. Una empresa puede facturar sus importaciones de otro país en su moneda local, lo cual trasladaría el riesgo al exportador y lejos de sí misma. Esta técnica puede no ser tan sencilla como suena; si la moneda del exportador es más volátil que del importador, la empresa podría desear evitar facturar en aquella moneda. Si tanto el importador como el exportador quieren evitar el uso de sus propias monedas, es también bastante común conducir el intercambio utilizando una tercera moneda más estable.
Si una empresa apunta a adelantar (leading) o retrasar (lagging) sus pagos para cubrirse, debe llevarlo a cabo con grandes precauciones. Adelantar o retrasar los pagos se refiere al movimiento de ingresos y egresos de dinero ya sea hacia atrás o adelante en tiempo. Por ejemplo, si una empresa tiene que pagar una suma grande en tres meses pero también espera para recibir una cantidad similar de otra transacción,  puede mover la fecha de recepción de la suma para la hacerla coincidir con el pago. Este retraso sería denominado pago retrasado. Si la fecha de recepción fuera desplazada hacia adelante, esto sería denominado pago adelantado.
Otro método para reducir riesgo de exposición de la transacción es la cobertura natural (exposiciones de intercambio de monedas neta), la cual es una forma eficaz  de cobertura porque  reduzce el margen que está tomado por los bancos cuando se intercambian monedas en los negocios. Y es una forma  de cobertura que es fácil de entender. Para aplicar las exposiciones de intercambio de monedas neta (netting),  habrá un requisito de aproximación sistemática, así como una apariencia de tiempo real en la exposición y una plataforma para iniciar el proceso, el cual, junto con la incertidumbre del tipo de cambio en moneda extranjera, puede hacer el procedimiento parezca más difícil. Tener un plan alternativo, como cuentas en moneda extranjera, será útil en este proceso. Las compañías que manejan ingresos y egresos en la misma moneda experimentarán buenos resultados y una reducción del riesgo por calcular la red de ingresos y egresos, usando balances contables en moneda extranjera que pagarán en parte o totalmente ciertos riesgos.

### Cobertura de traducción
La exposición de traducción es en gran parte dependiente de los métodos de traducción requeridos por los estándares de contabilidad del país de origen. Por ejemplo, la Dirección Federal de Estándares Contables de los Estados Unidos especifica cuándo y dónde utilizar determinados métodos. Las empresas pueden administrar la exposición de traducción realizando una hoja de balance de cobertura, puesto que el riesgo de traducción surge de discrepancias entre activos y pasivos sólo por diferencias de tipo de cambio. Siguiendo esta lógica, una empresa podría adquirir una cantidad apropiada de activos o pasivos para equilibrar cualquier discrepancia excepcional. Derivados de moneda extranjera también pueden usarse como cobertura contra el riesgo traducción.
Una técnica común de cobertura del riesgo de traducción se llama cobertura de hoja balance, la cual implica especular en el mercado adelantado con la esperanza de que ocurrirá un beneficio de dinero para campensar una pérdida no dineraria sino de traducción. Esto requiere una cantidad igual de activos y pasivos en moneda extranjera expuestos en la hoja de balance consolidado. Si esto se consegue para cada moneda extranjera, la exposición de traducción neta será cero. Un variación en los tipos de cambio modificará el valor de los pasivos expuestos en un grado igual pero opuesto al cambio en el valor de los activos.
Las compañías también pueden intentar cubrirse del riesgo de traducción adquiriendo intercambios de moneda o contratos de futuros. Las compañías pueden también solicitar a los clientes pagar en la moneda local de la compañía, por lo cual el riesgo se transfiere al cliente.

### Estrategias distintas de la cobertura financiera
Las empresas pueden adoptar estrategias distintas de la cobertura financiera para gestionar su exposición económica u operativa. Esto se logra seleccionando cuidadosamente los sitios de producción, teniendo en mente bajar los costos, ya sea utilizando una política de fuentes de suministros flexible, diversificando su mercado de exportación a través de un número más grande de países o implementando una fuerte actividad de búsqueda y desarrollo y diferenciando sus productos en busca de menor exposición del riesgo cambiario.
Poniendo más esfuerzo en investigar métodos alternativos de producción y desarrollo, es posible que una empresa puede descubrir más maneras de producir resultados localmente en lugar de confiar en beneficios a través de la exportación que la expondría al riesgo cambiario. Prestando atención a las fluctuaciones de moneda alrededor del mundo, las empresas pueden reubicar ventajosamente su producción a otros países. Para que esta estrategia sea eficaz, el nuevo lugar tiene que tener costos de producción más bajos. Hay muchos factores que una empresa tiene que considerar antes de reubicarse, como la estabilidad política y económica de la nación extranjera.